# 최운열
최운열(崔運烈, 1950년 4월 2일 ~ )은 대한민국의 경영학자, 정치인이다. 서강대학교 경영학 교수와 부총장을 지내고, 더불어민주당 비례대표로 제20대 국회의원이다.

## 학력
- 1960 영암신북국민학교 졸업
- 1966 신북중학교 졸업
- 1969 광주제일고등학교 졸업
- 1974 서울대학교 경영학 학사
- 1979 조지아대학교 대학원 경영학 석사
- ~ 1982 조지아대학교 대학원 경영학 박사

## 경력
- 1982.08 ~ 2004 서강대학교 경영대학 경영학과 부교수
- 1994.02 ~ 1998.03 증권관리위원회 위원
- 1995.03 ~ 2002.04 한국증권연구원 원장
- 1998.10 ~ 2000.01 코스닥위원회 위원장
- 1999.03 ~ 1999.12 기업지배구조개선위원회 자문위원장
- 2001.03 ~ 2002.02 제18대 한국증권학회 회장
- 2002.04 ~ 2003.12 한국은행 금융통화위원회 위원
- 2003.07 ~ 2004.06 한국금융학회 회장
- 2004.04 ~ 2007.03 현대미포조선 사외이사
- 2004 ~ 2015.08 서강대학교 경영학부 경영학과 교수
- 2004.02 ~ 2005.06 서강대학교 경영대학원 원장
- 2005.04 ~ 2008.03 우리금융지주 사외이사
- 2005.06 한국증권엽협회 공익이사
- 2005.07 ~ 2006.11 서강대학교 대외부총장
- 2006.09 ~ 2008.09 규제개혁위원회 위원
- 2006.11 ~ 2009.06 서강대학교 부총장
- 2007.10 금융감독선진화추진위원회 공동위원장
- 2007.11 ~ 2009.04 한국CEO포럼 공동대표
- 2008.03 ~ 2008.11 대우캐피탈 사외이사
- 2015.08 ~ 서강대학교 경영학부 경영학과 명예교수
- 2016.05 ~ 2017.05 더불어민주당 정책위원회 부의장
- 2016.05 ~ 2016.08 더불어민주당 경제민주화TF 위원장
- 2017.02 더불어민주당 인재영입위원회 부위원장
- 2018.10 ~ 2019.05 더불어민주당 정책위원회 상임부의장
- 2019.05 ~ 2020.04 더불어민주당 제3정책조정위원회 위원장
- 2020.02 ~ 2020.04 더불어민주당 선거관리위원회 위원장
- 2019.07 더불어민주당 당대표 특보단 경제 담당 특보
- 2020.09 법무법인 김앤장 비상임 자문
- 2020 ~ : 바른사회운동연합 공동대표
- 2021.02 ~ 2021.11 : 국회 국민통합위원회 경제분과위원
- 2022 ~ 초록우산어린이재단 대표이사
- 2023 ~ 에스앤엘 파트너스 고문
- 서강대학교 경영학부 명예교수
- 사단법인 연대와공생 이사
- 2024.01 ~ : 새로운미래 미래비전위원회 위원장
- 2024.06 ~ : 제47대 한국공인회계사회 회장

### 의정 활동
- 2016.05 ~ 2020.05 제20대 국회의원(비례대표, 더불어민주당, 초선)
  - 2016.06 ~ 2018.05 제20대 국회 전반기 정무위원회 위원
  - 2016.07 ~ 2017.07 제20대 국회 미래일자리 특별위원회 간사
  - 2017.12 ~ 2018.05 제20대 국회 4차 산업혁명 특별위원회 위원
  - 2018.07 ~ 2020.05 제20대 국회 후반기 정무위원회 위원

## 역대 선거 결과
| 실시년도 | 선거   | 대수 | 직책     | 선거구   | 정당         | 득표수      | 득표율          | 순위         | 당락 | 비고 |
| -------- | ------ | ---- | -------- | -------- | ------------ | ----------- | --------------- | ------------ | ---- | ---- |
| 2016년   | 총선   | 20대 | 국회의원 | 비례대표 | 더불어민주당 | 6,069,744표 | \| \| 25.54% \| | 비례대표 4번 |      | 초선 |
|          | 25.54% |      |          |          |              |             |                 |              |      |      |

## 같이 보기
- 대한민국 제20대 국회의원 선거 더불어민주당 후보 목록#비례대표